# Barny Murphy

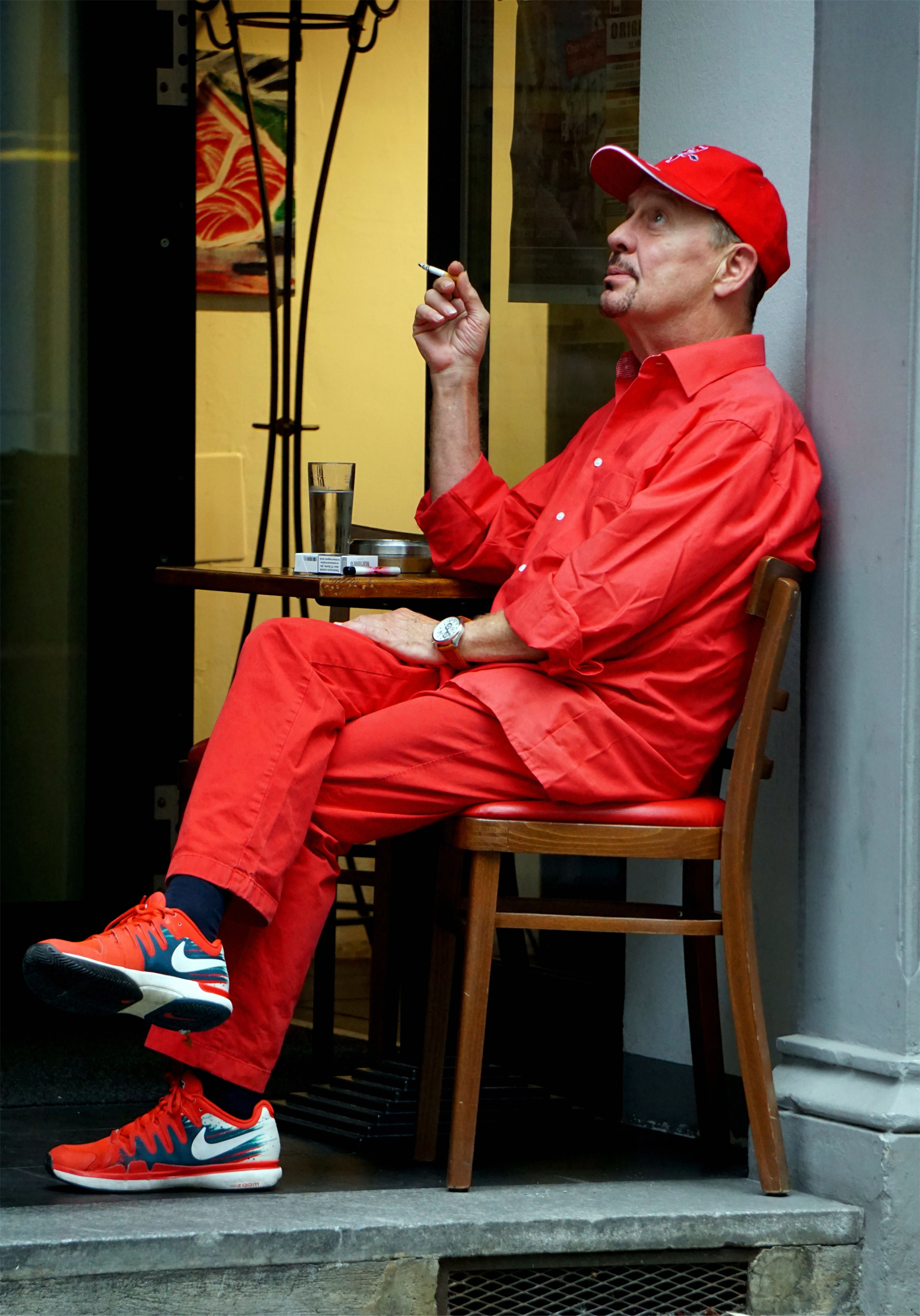
Barny Murphy, 2016

Barny Murphy, bürgerlich Gerhard Gmell (* 2. März 1954 in München), ist Gitarrist und Gründungsmitglied der Spider Murphy Gang.

## Leben und Karriere
Während seiner Lehre als Fernmeldemonteur brachte sich Murphy das Gitarrenspiel selbst bei. Dabei orientierte er sich an der Gitarrentechnik von Chuck Berry. Da er schon in verschiedenen Schülerbands und Tanzkapellen gespielt hatte, wurde Murphy im Jahr 1976 professioneller Musiker.
Mit Günther Sigl und Franz Trojan spielte er bei der Coverband Stummick in vielen Clubs US-amerikanischer Kasernen die E-Gitarre. Im Jahr 1977 waren sie gemeinsam mit dem Keyboarder Michael Busse Gründungsmitglieder der Spider Murphy Gang.
Mit ihrem Nummer-eins-Top-Hit von 1981 Skandal im Sperrbezirk gelang der Band ein beträchtlicher Popularitätszuwachs im gesamten deutschsprachigen Raum, womit der Grundstein für eine erfolgreiche Karriere als Gitarrist für Murphy gelegt war.
Mit den im Jahr 2002 begonnenen „unplugged Konzerten“ spielte er die Hits der Band auch mit Akustikgitarre. Im Jahr 2004 wurde der Skandal im Lustspielhaus unplugged und live mitgeschnitten. Neben seiner Tätigkeit als Gitarrist ist er auch als Musikproduzent tätig. Gemeinsam mit Armand Volker produzierte er den Song Linda der Gruppe The Ace Cats, der im Jahr 1984 in den deutschen Single-Charts auf Platz 17 kam. Im Jahr 1997 produzierte er das Album seiner Band Keine Lust auf schlechte Zeiten, das nicht erfolgreich war.
Privat ist Murphy leidenschaftlicher Golfspieler.

### Solo
Am 1. Oktober 2021 veröffentlichte Barney Murphy seine erste Solo-CD. Sein Projekt nennt sich „Barney und der Swinger Club“. Das Album trägt den Titel Gemischte Platte und enthielt neben neuen Liedern auch Coverversion, sowohl von Spider Murphy Gang-Liedern als auch von Chuck Berry und Willy Astor.